# ییژی نوواک
ییژی نوواک (چکی: Jiří Novák؛ زادهٔ ۶ ژوئن ۱۹۵۰) بازیکن هاکی روی یخ اهل چکسلواکی بود.
وی در مسابقات کشوری و بین‌المللی در مجموع برندهٔ ۱ مدال نقره شده‌است.